# 1920 في البرتغال
فيما يلي قوائم الأحداث التي وقعت خلال عام 1920 في البرتغال.

## سياسة

### تعيين في المنصب
- 15 يناير – فرنسيسكو خوسيه فيرنانديز كوستا رئيس وزراء البرتغال، وزير الخارجية  [لغات أخرى]‏.

### انتهاء فترة المنصب
- 15 يناير – فرنسيسكو خوسيه فيرنانديز كوستا رئيس وزراء البرتغال، وزير الخارجية  [لغات أخرى]‏.

## مواليد

### يناير
- 1 يناير – خوسيه فرانكو فنان برتغالي.

### فبراير
- 7 فبراير – ميغيل لورنسو لاعب كرة قدم برتغالي.
- 29 فبراير – ألبرتو ريبيرو

### يوليو
- 21 يوليو – جواو كوستا مبارز بالسيف برتغالي.
- 23 يوليو – أماليا رودريجيش مغنية برتغالية.

### ديسمبر
- 4 ديسمبر – نادر أفونسو
- 7 ديسمبر – مانويل بيريرا دا سيلفا فنان برتغالي.

## وفيات

### فبراير
- 21 فبراير – أفونسو (مواليد 1865)

### مايو
- 19 مايو – كاري كابرال (مواليد 1844) طبيب برتغالي.

### يونيو
- 6 يونيو – أنطونيو ماريا بابتيستا (مواليد 1866) سياسي برتغالي.